# Marília Arnaud
Marília Arnaud (Campina Grande) é uma escritora brasileira, autora de contos, romances e crônicas.

## Carreira
Formada em Direito pela UFPB, mora em João Pessoa e trabalha no Tribunal Regional do Trabalho da 13ª Região. Começou a carreira literária escrevendo contos e crônicas em jornais paraibanos na década de 1980, posteriormente publicados no livro Sentimento Marginal (produção independente, 1987).

## Obras

### Contos
- O Livro dos Afetos (7letras, 2005)
- Os Campos Noturnos do Coração (UFPB, 1997)
- A Menina de Cipango (Secretaria de Cultura do Estado da Paraíba, Prêmio José Vieira de Melo, 1994)
- Sentimento Marginal (independente, 1987)[3]

### Romance
- O Pássaro Secreto (Publicado no formato digital pelo KPD, plataforma de autopublicação da Amazon, 2020)[4]
- Liturgia do Fim (Tordesilhas, 2016)[5]
- Suíte de Silêncios (Rocco, 2012)[6]

### Livro infantil
- Salomão, o elefante (Editora Off Flip, 2013)[5]

### Antologias
- Feliz aniversário, Clarice: contos inspirados em Laços de Família - Ed. Autêntica, 2020.[7]
- Contos cruéis: as narrativas mais violentas da literatura brasileira contemporânea - Geração Editorial, Org. Rinaldo de Fernandes, 2006.[8]
- Quartas histórias: contos baseados em narrativas de Guimarães Rosa - Garamond, org. Rinaldo de Fernandes, 2006.[9][10]
- Memórias rendilhadas: vozes femininas - UFPB, 2006.[3]
- 30 Mulheres que estão fazendo a nova literatura brasileira - Editora Record, organização de Luiz Ruffato, 2005.[3]

## Prêmios
- 2021 - 5ª edição do Prêmio Kindle de Literatura - com o livro O pássaro secreto.[11]
- 1997 - Prêmio Novos Autores Paraibanos (Universidade Federal da Paraíba) - com o livro Os campos noturnos do coração.[5]
- 1994 - Prêmio José Vieira de Melo (Secretaria de Cultura do Estado da Paraíba) - com o livro A menina de Cipango.[5]
- 1987 - Concuros literário Violeta Formiga.[3]